# Evorthodus minutus
Evorthodus minutus é uma espécie de peixe da família Gobiidae e da ordem Perciformes.

## Habitat
É um peixe marítimo, de clima tropical e demersal.

## Distribuição geográfica
É encontrado em: Panamá (Corozal, Canal do Panamá) e Equador.

## Observações
É inofensivo para os humanos.